# Спорт у Северној Македонији
Овај чланак је део серије о спорту у Северној Македонији.

## Историја
Фудбал и рукомет су најпопуларнији спортови у Северној Македонији. Фудбалска репрезентација је под контролом Фудбалског савеза Северне Македоније. Наступају на стадиону Филип II Македонски капацитета 32.580 места. Дарко Панчев је бивши македонски фудбалер, један од најбољих фудбалера Вардара у историји. Са београдском Црвеном звездом је освојио Куп европских шампиона 1991, а дао је одлучујући гол у пенал серији против Олимпика из Марсеља. Најпознатији македонски фудбалски клубови су: Вардар, Силекс, Работнички и Шкендија 79.
Рукомет је важан тимски спорт у земљи. Године 2002. екипа Кометал Ђорче Петров из Скопља је освојила ЕХФ Женску Лигу Шампиона. Европско првенство за жене у рукомету 2008. године одржано је у Републици Македонији. Рукометаш Кирил Лазаров је био најбољи стрелац на Светском првенству 2009. са 92 постигнута поготка. На Европском првенству 2012. године проглашен је за најбољег стрелца са постигнутим 61-им поготком на 7 утакмица, самим тим поставивши нови рекорд по броју постигнутих голова на једном Европском првенству.
Македонска кошаркашка репрезентација представља Северну Македонију у међународној кошарци. Кошаркашки савез Македоније је настао 1992. године и придружио се ФИБА 1993. године. Утакмице као домаћин игра у дворани Борис Трајковски у Скопљу. Северна Македонија је учествовала на пет Еуробаскета, а најбољи пласман су остварили 2011. године кад су заузели 4 место. Перо Антић у лето 2013. потписује уговор са Атланта хоксима и тако постаје први македонски кошаркаш у НБА лиги.
Северна Македонија први пут је као самостална држава учествовала на олимпијским играма на Летњим Олимпијским играма у Атланти 1996. У периоду од Олимпијских игара у Атланти 1996. до Рио де Жанеира 2016. македонски спортисти освојили су укупно једну бронзану медаљу (Мохамед Ибрахимов, рвање). У летњим месецима се одржава Охридски пливачки маратон на Охридском језеру.
Од Олимпијских игара 1920 македонски спортисти учествовали су у саставу:
- СФРЈ (1920—1988)
- Република Македонија (1996 - )

## Медаље

### Медаље освојене на ЛОИ
| Учешће и освојене медаље Македоније на ЛОИ |                        |        |      |      |        |       |        |        |        |         |
| ЛОИ                                        | Носилац заставе        | Учешће | Муш. | Жене | спорт. | Злато | Сребро | Бронза | Укупно | Пласман |
| 1996. Атланта                              | Владимир Богоевски     | 11     | 8    | 3    | 4      | 0     | 0      | 0      | 0      | -       |
| 2000. Сиднеј                               | Лазар Поповски         | 10     | 6    | 4    | 5      | 0     | 0      | 1      | 1      | 71      |
| 2004. Атина                                | Благоје Георгијевски   | 10     | 7    | 3    | 5      | 0     | 0      | 0      | 0      | -       |
| 2008. Пекинг                               | Атанас Николовски      | 7      | 5    | 2    | 5      | 0     | 0      | 0      | 0      | -       |
| 2012. Лондон                               | Марко Блажевски        | 4      | 2    | 2    | 2      | 0     | 0      | 0      | 0      | -       |
| 2016. Рио де Жанеиро                       | Анастасија Богдановски | 6      | 2    | 4    | 4      | 0     | 0      | 0      | 0      | -       |
| Укупно                                     | 6                      | 48     | 30   | 18   |        | 0     | 0      | 1      | 1      |         |